# François Bouchot
François Bouchot (Parigi, 29 novembre 1800 – Parigi, 7 febbraio 1842) è stato un pittore e incisore francese.

## Biografia
La sua vita fu breve, ma si distinse per i bei ritratti e i soggetti storici, in particolare quelli che riguardavano l'epopea napoleonica.

Studiò disegno e tecnica d'incisione con Jules Richomme, divenendo poi allievo preferito di Jean-Baptiste Regnault e quindi di Guillaume Lethière. Vinse il Prix de Rome nel 1823. Rientrato un anno dopo in Francia, iniziò ad esporre al Salon dalla fine del 1824, e non smise mai di esporvi finché visse.

Realizzò diverse opere su commissione del re Luigi Filippo, fra cui, nel 1837, La battaglia di Zurigo del 25 settembre 1799, destinata alla Galleria delle Battaglie del Castello di Versailles.

Fu anche l'autore del quadro sul colpo di Stato del 18 brumaio, che rappresenta Bonaparte al Consiglio dei Cinquecento di Saint-Cloud, il 10 novembre 1799. Quest'opera è oggi esposta al Museo della Reggia di Versailles.

Famoso il ritratto che egli fece del celebre soprano Maria Garcia, altrimenti nota con il nome di La Malibran o Maria Malibran, mentre interpreta Desdemona nell'Otello di Rossini, nel 1834, appena due anni prima che la grande cantante morisse: la tela è conservata nel Museo della vita romantica di Parigi.

Bouchot sposò una delle figlie del cantante lirico Luigi Lablache. Dopo la morte del marito, ella passò in seconde nozze con il pianista Sigismund Thalberg.
Nel 1836, l'architetto Alphonse de Gisors, incaricato della sistemazione della cappella del Palazzo del Luxembourg, gli affidò gli affreschi della cappella, ma Bouchot morì prima dell'apertura del cantiere, nel 1842, all'età di soli 41 anni.

## Opere

### Opere nelle collezioni pubbliche. Selezione
- Chartres: Museo di belle arti: "Mort de Marceau", bozzetto
- Digione: Museo di belle arti: "Portrait de l'artiste", 1827, olio su tela
- Parigi:
  - Museo Carnavalet: "Les Tribulations de la Garde nationale", serie di stampe
  - Museo della vita romantica: "Portrait de la cantatrice Maria Garcia, dite "La Malibran" chantant  Desdémone dans l'opéra “Otello” di Rossini" (1834).

## Galleria d'immagini

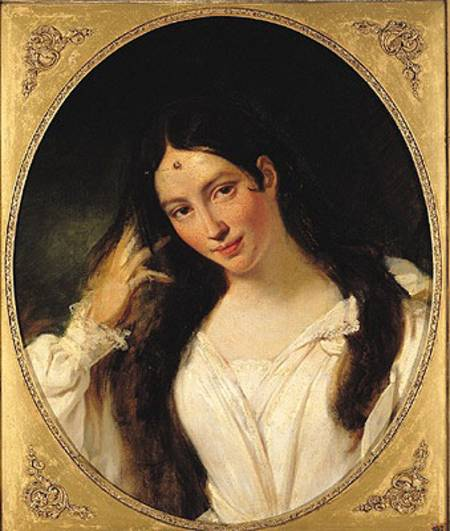
Maria Malibran

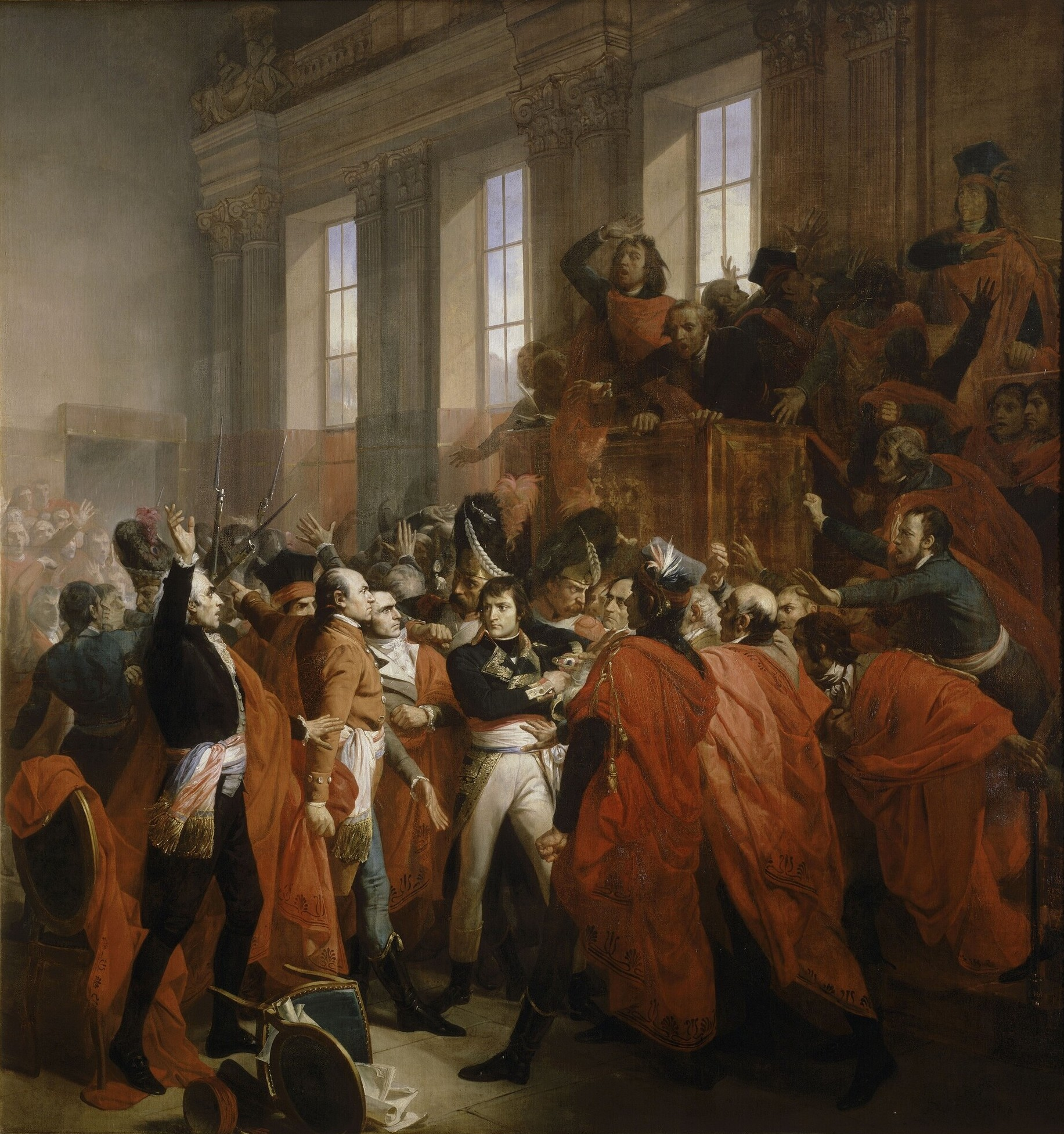
Napoleone Bonaparte al Consiglio dei Cinquecento
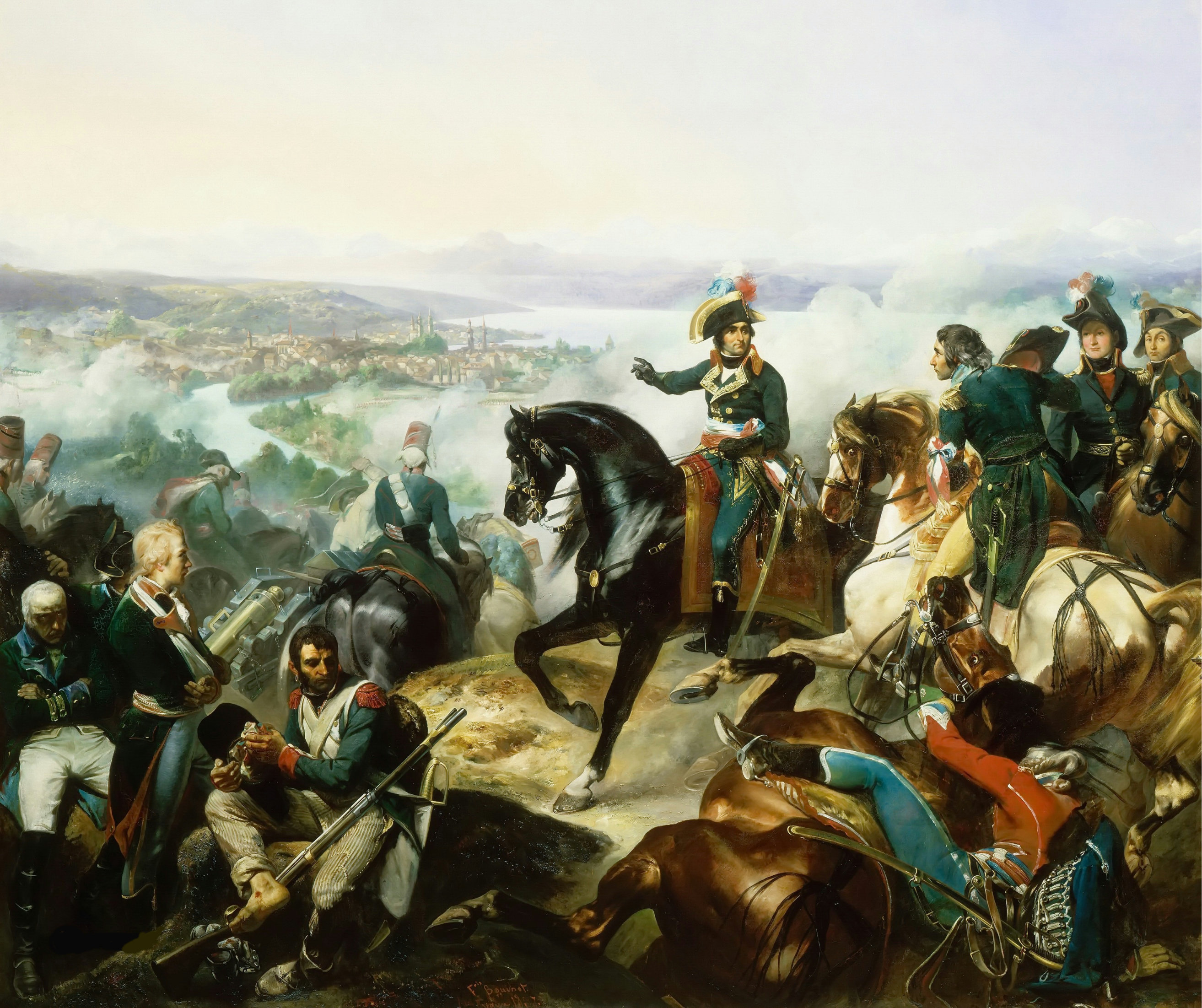
La battaglia di Zurigo
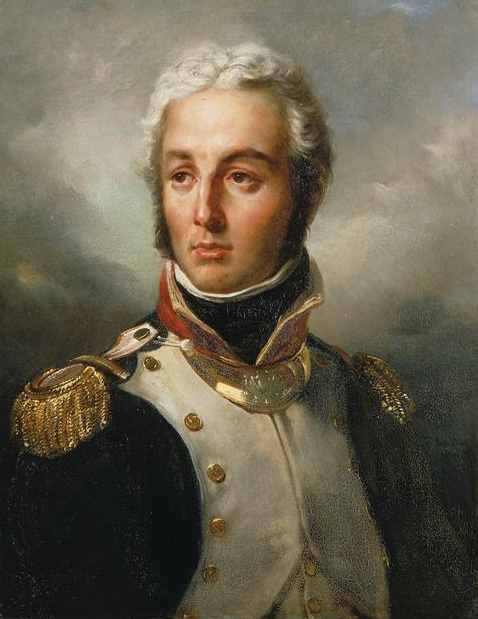
Jean Victor Moreau
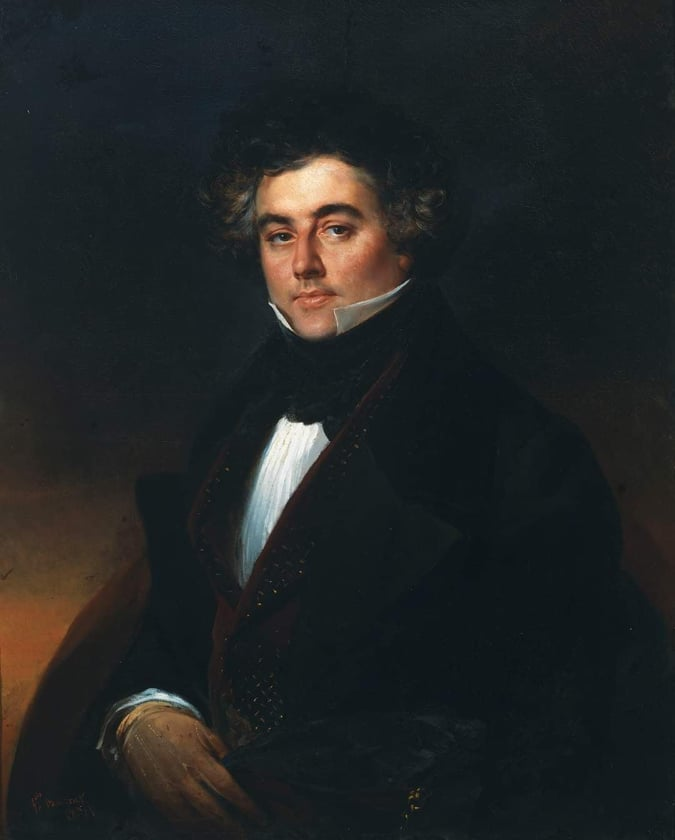
Luigi Lablache
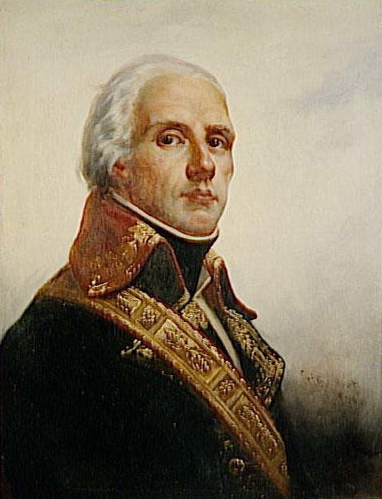
Dugommier

- Maria Malibran